# Filip Leu
Filip Leu (né en 1967 à Paris) est un tatoueur reconnu. Tattoo Spirit l'a inclus dans sa série du panthéon aux côtés de Herbert Hoffmann et Horst Streckenbach en 2018. Dans sa Radio SRF 3 série documentaire “'Inked”', Bettina Bestgen a déclaré : "Filip Leu et sa famille sont considérés comme des légendes dans le milieu. Filip a appris à tatouer dès l'enfance et a aujourd'hui une liste d'attente de plusieurs années. Il est l'idole de nombreux tatoueurs."

## Informations biographiques et professionnelles
Filip a d'abord grandi à Paris. Il est le petit-fils de l'artiste suisse Eva Aeppli et de son premier mari, l'architecte Hans "Johnny" Felix Leu (1er décembre 1925 - 14 mars 2001). Ses parents Felix Leu (alias Don Feliz, 1945-2002) et Loretta (née en 1945) étaient des artistes itinérants. Ils se sont rencontrés à New York en 1965. Jusqu'en 1978, ils ont voyagé et vécu en Amérique, en Europe, en Afrique du Nord, en Inde et au Népal et ont eu quatre enfants (Ama, Aia, Filip et Ajja) qui sont tous nés sur la route. Ils ont également appris l'art du tatouage et ont fini par en faire leur métier. Avec son père Felix Leu et sa mère Loretta, Filip a commencé à pratiquer l'art du tatouage dès son plus jeune âge. La famille Leu s'était installée à Goa et Filip dessinait des motifs de tatouage pour les clients de ses parents. The Leu clan is best known in tattoo circles, where they have achieved worldwide fame. Felix Leu, le fils de Eva Aeppli, et sa femme Loretta, ont voyagé dans le monde entier à la fin des années 1960 et pendant une bonne partie des années 1970, gagnant leur vie grâce à leur art du tatouage.

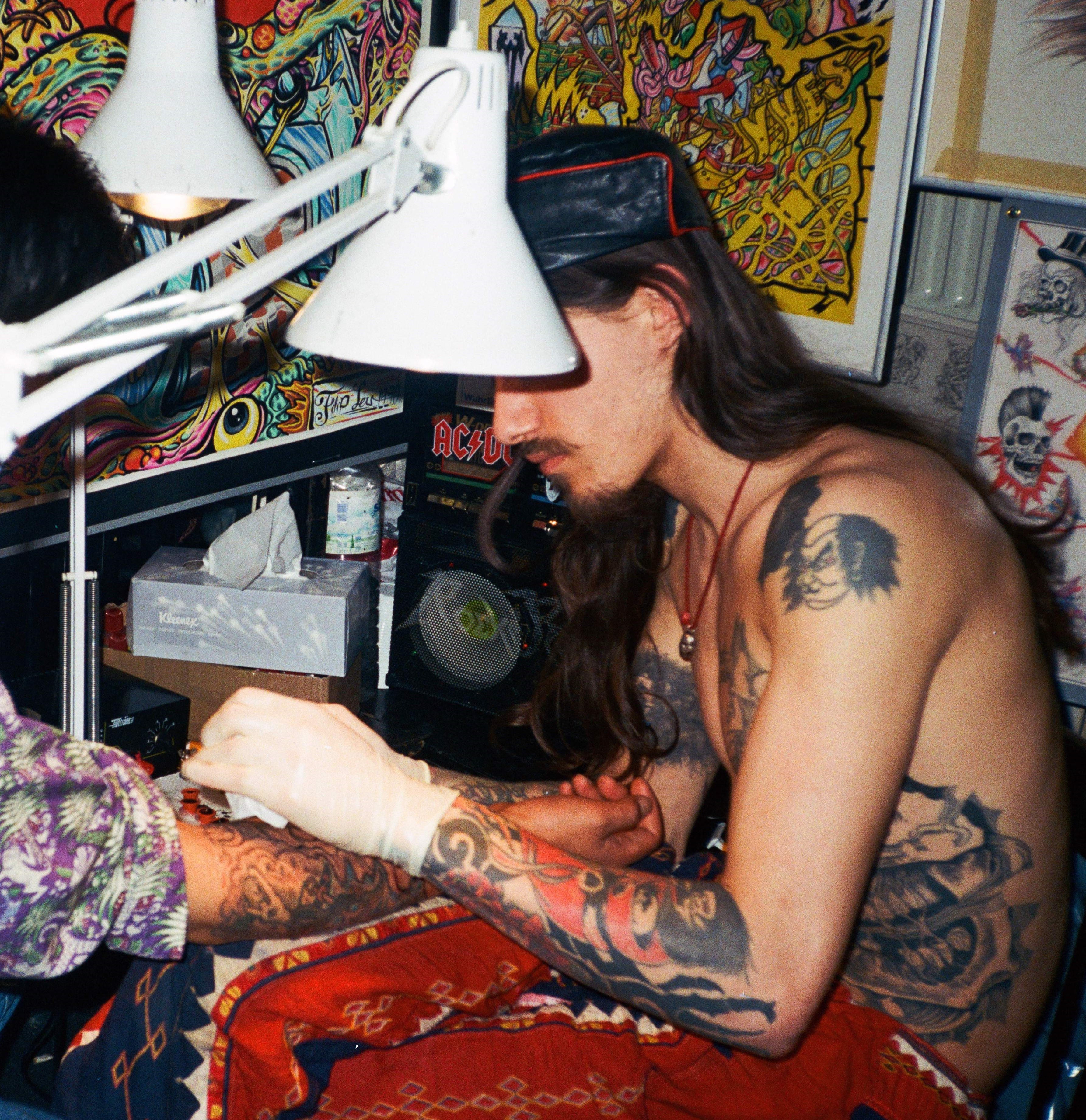
Filip Leu à l'exposition de tatouage, 1993

Dès l'âge de la majorité, Filip a voyagé au Japon et aux États-Unis pour rencontrer certains des tatoueurs les plus célèbres de l'époque. Il complète sa formation avec Horiyoshi III à Tokyo, entre autres, travaille pour Don Ed Hardy dans son Realistic Tattoo Studio à San Francisco et apprend à fabriquer des machines à tatouer avec Paul Rogers. En 1981, la famille Leu décide de s'installer en Suisse, où elle fonde le Leu Family Iron Tattoo Studio. En 1986, Filip rejoint l'entreprise familiale à Lausanne.
Le studio, appelé Le fer familial de la famille Leu, est situé à Bullet, une ville d'environ 650 habitants dans le Jura vaudois. Le studio lui-même, une vieille maison sur une colline avec des volets verts et une entrée cachée, a été transformé par la famille Leu à partir d'un magasin de ski.
Filip est également membre du jury de plusieurs conventions de tatouage, comme par exemple Le Mondial du tatouage,.

## Sélection d'expositions
- Filip Leu a présenté une œuvre dans l'exposition
- Filip Leu a présenté une œuvre dans l'exposition « Tatoueurs, tatoués » au Musée du quai Branly de mai 2014 à octobre 2015[11].
- Pour le numéro 23 du magazine HEY ! modern art & pop culture, Leu a réalisé une série exclusive de 16 tableaux, dont 8 ont été présentés dans l'exposition HEY ! modern art & pop culture - Acte III au Musée de la Halle Saint Pierre d'octobre 2015 à mars 2016[12].
- Du 3 mars 2021 au 31 octobre 2021, le Musée Tinguely a accueilli l'exposition Art Leu Family. Caresser la peau du ciel y était présentée[13].
- Du 8 février au 2 juin, l'exposition de tatouages au Caixa Forum de Palma présentera les œuvres de Filip Leu. Palma présentera des œuvres de Filip Leu[14].